# I Wanna Be Your Slave
«I Wanna Be Your Slave» (en español: «Quiero ser tu esclavo») es una canción de la banda de rock italiana Måneskin, de su segundo álbum de estudio, Teatro d'ira: Vol. I publicado el 19 de marzo de 2021 por Sony. Antes de su lanzamiento como sencillo, la canción logró alcanzar las diez primeras posiciones en las listas de Europa, incluido el número uno en Finlandia y Eslovaquia y se volvió viral en las listas de Spotify. Es la segunda canción de la banda en llegar al top 20 del UK Singles Chart y la primera en llegar al top 10 y top 5 y la segunda en llegar al top 10 del Billboard Global 200.
El 16 de julio de 2021 la canción fue liberada oficialmente a las estaciones de radio italianas como el tercer sencillo del Teatro d'ira: Vol. I. Fue certificado platino en Italia, Finlandia y Polonia, séxtuple platino en Rusia y oro en Austria, Grecia, Irlanda, Noruega, Polonia, Suecia y Turquía.

## Antecedentes y composición
La canción habla sobre la dualidad en las relaciones amorosas, la "obsesión y cómo están dispuestos a esclavizarse a sí mismos si eso es lo que se necesita para ganarse a esa persona especial". Según el letrista Damiano David, la canción "describe crudamente todas las facetas de la sexualidad y cómo pueden influir en la vida cotidiana. Hemos insertado algunos contrastes: 'Soy el diablo, soy abogado, soy un asesino, soy una chica rubia', queremos transmitir la idea de que no necesitamos tener una sola identidad., todo el mundo puede tener muchas facetas".

## Vídeo musical
El 5 de julio de 2021, la banda anunció un video musical oficial, que fue lanzado en su canal de YouTube el 15 de julio. Fue dirigido por Simone Bozzelli y producido por Think | Cattleya. Presenta un "bucle voyerista", donde "los deseos prohibidos se combinan con el sacrificio".

## Rendimiento comercial
Después de la victoria de la banda en el Festival de Eurovisión 2021, "I Wanna Be Your Slave" se volvió viral en las listas semanales y en las listas de Spotify, en parte gracias a su actuación en vivo grabada en el estudio Acquapendente, donde la banda grabó su álbum de estudio Teatro d'ira: Vol. I Alcanzando por primera vez el número 12 en la lista de sencillos del Reino Unido, la canción superó el récord del sencillo anterior de la banda "Zitti e buoni" (número 17), convirtiendo a Måneskin en el primer acto ganador de Eurovisión desde Celine Dion en tener dos canciones en el top 40 del Reino Unido. El 15 de junio de 2021, la canción alcanzó el número uno en la lista de tendencias oficial del Reino Unido y ganó cuatro posiciones en la lista de sencillos entre semana, pasando del número 12 al número 8, alcanzando el número 7 en la lista semanal, convirtiéndose en la primera canción de la banda en llegar al top 10 del Reino Unido. En la semana siguiente avanzó al número 6. En su sexta semana en las listas, se convirtió en el primer top 5 de la banda en el Reino Unido.
La canción alcanzó el número uno en Finlandia y Eslovaquia y también alcanzó el top 10 en el país natal de la banda, Italia, así como en Austria, República Checa, Dinamarca, Alemania, Grecia, Irlanda, Lituania, Países Bajos, Nueva Zelanda, Noruega, Suecia y Suiza. Para el 15 de junio de 2021, la canción se transmitió 5,8 millones de veces en el Reino Unido en reproducciones de audio y video y más de 61 millones de veces en Spotify. El 21 de junio, la canción se convirtió en la segunda canción de la banda en alcanzar el top 10 del Billboard Global 200. Encabezó la US Hot Hard Rock Songs de Billboard el 26 de junio de 2021.

## Posicionamiento en listas

### Semanales
| Alemania          | German Singles Chart           | 3  |
| Australia         | Australian Singles Chart       | 15 |
| Austria           | Ö3 Austria Top 40              | 2  |
| Bélgica (Flandes) | Ultratop 50                    | 7  |
| Bélgica (Valonia) | Ultratop 40                    | 49 |
| Canadá            | Canadian Hot 100               | 29 |
| Dinamarca         | Tracklisten                    | 7  |
| Eslovaquia        | Singles Digitál Top 100        | 1  |
| España            | Top 50 Canciones               | 47 |
| Estados Unidos    | Bubbling Under Hot 100 Singles | 7  |
| Estados Unidos    | Hot Rock & Alternative Songs   | 11 |
| Finlandia         | Finnish Singles Chart          | 1  |
| Francia           | French Singles Chart           | 71 |
| Grecia            | Digital Singles Chart          | 2  |
| Hungría           | Single (Track) Top 10          | 7  |
| Irlanda           | Irish Singles Chart            | 4  |
| Islandia          | Tonlist                        | 8  |
| Israel            | Weekly Parade 10               | 4  |
| Italia            | Top Singoli                    | 7  |
| Japón             | Japan Hot Overseas             | 16 |
| Lituania          | AGATA Top 100                  | 2  |
| Noruega           | VG-lista                       | 2  |
| Nueva Zelanda     | NZ Top 40 Singles Chart        | 21 |
| Países Bajos      | Single Top 100                 | 3  |
| Portugal          | Portuguese Singles Chart       | 13 |
| Reino Unido       | UK Singles Chart               | 5  |
| República Checa   | Singles Digitál Top 100        | 2  |
| Suecia            | Sverigetopplistan              | 4  |
| Suiza             | Swiss Singles Chart            | 6  |

### Certificaciones
| País        | Organismo certificador | Certificación | Ventas certificadas | Ref.   |
| ----------- | ---------------------- | ------------- | ------------------- | ------ |
| Alemania    | BVMI                   | Oro           | 200 000             | [ 51 ] |
| Australia   | ARIA                   | Oro           | 35 000              | [ 52 ] |
| Austria     | IFPI — Austria         | Platino       | 30 000              | [ 53 ] |
| Dinamarca   | IFPI — Dinamarca       | Oro           | 45 000              | [ 54 ] |
| España      | PROMUSICAE             | Oro           | 20 000              | [ 55 ] |
| Grecia      | IFPI — Grecia          | Platino       | 20 000              | [ 36 ] |
| Italia      | FIMI                   | 3× Platino    | 210 000             | [ 56 ] |
| Polonia     | ZPAV                   | Platino       | 20 000              | [ 57 ] |
| Portugal    | AFP                    | Platino       | 10 000              | [ 58 ] |
| Reino Unido | BPI                    | Oro           | 400 000             | [ 59 ] |